# Alasztór
Alasztór görög mitológiai alak, a bosszúállás szellemének  megszemélyesítője. Főleg a családok között kialakuló vérbosszúsorozatok fűződnek a nevéhez, melyekben az átok az egymást követő nemzedékekben is fennmarad, és egyre szörnyűbb bűntettekkel jár. Ókori költők (például Aiszkhülosz) tragédiáiból is ismert. Gyakran alkalmazták a szót jelzőként, például a bosszúállás istennői, az Erinnüszök esetén.